# 杨桥镇 (分宜县)
杨桥镇，是中国江西省新余市分宜县所辖的一个镇。

## 行政区划
现辖：
杨桥社区、庙上村、西田村、水头村、辋川村、卷山村、洙塘村、湖丘村、建陂村、新楼村、观光村、顾村、土坎下村、社下村、潭湘村、泉丘村、文江村、浪里村、杨桥煤矿社区社区和宜萍煤矿社区社区。